# 凯图巴克
凯图巴克（俄語：Кантубек）是前苏联鹹海中沃兹罗日杰尼耶岛上的唯一城镇，今处于乌兹别克斯坦境内。如今虽可以在地图上看见标注，但实际已经无人居住而成为鬼鎮。凯图巴克曾拥有大约1500的人口，自1948年起建立了苏联最高机密的细菌战研究和试验基地（代号：Aralsk-7）。

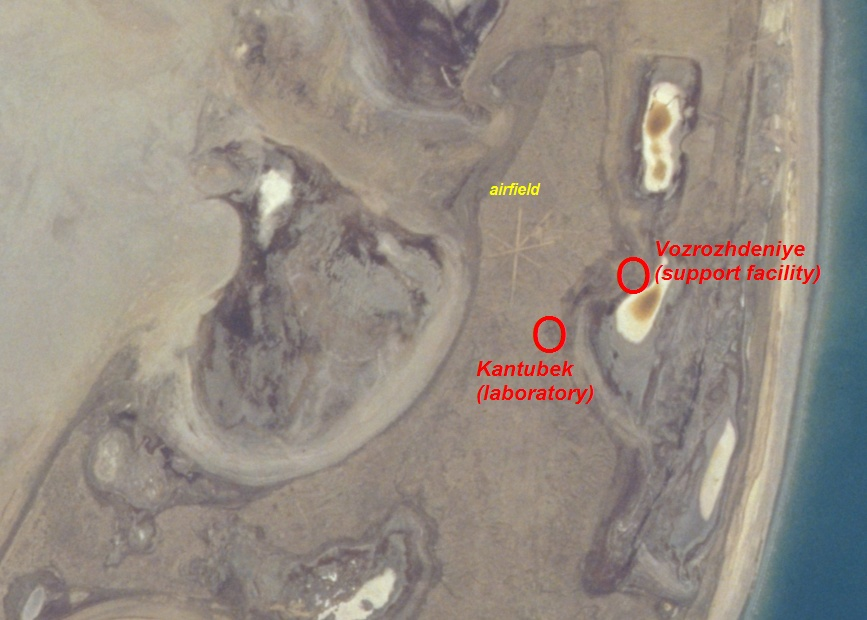
该岛部分卫星地图，标注了岛上原有的设施位置

2002年春夏，美国国防部下属國防威脅降低局的科研人员展开过对该地区的炭疽进行探险与清理。该地区被认为一度是世界上最大的炭疽倾倒地。113人的团队在3个月的时间里清理了大约一至两百吨的炭疽。这一行动花费了大约500万美元。
凯图巴克於2021年被當局完全拆除。